# Villeperrot
Villeperrot is een gemeente in het Franse departement Yonne (regio Bourgogne-Franche-Comté) en telt 267 inwoners (1999). De plaats maakt deel uit van het arrondissement Sens.

## Geografie
De oppervlakte van Villeperrot bedraagt 8,0 km², de bevolkingsdichtheid is 33,4 inwoners per km².
De onderstaande kaart toont de ligging van Villeperrot met de belangrijkste infrastructuur en aangrenzende gemeenten.

## Demografie
Onderstaande figuur toont het verloop van het inwonertal (bron: INSEE-tellingen).